# Steve Henriette
Steve Henriette (ur. 7 października 1987) – seszelski piłkarz grający na pozycji obrońcy, piętnastokrotny reprezentant Seszeli, grający w reprezentacji w latach 2007-2014.

## Kariera klubowa
Henriette w latach 2007-2012 roku grał w seszelskim klubie Northern Dynamo FC. W 2013 roku przeszedł do St Louis Suns United FC.

## Kariera reprezentacyjna
Steve Henriette rozegrał w reprezentacji 15 oficjalnych spotkań; w żadnym z nich nie udało mu się zdobyć gola.
Uczestniczył także w Eliminacjach do Mistrzostw Świata 2010, jednak jego drużyna nie zdołała się zakwalifikować na mundial.